# Albert Whittingstall
Albert (Andrew) Joseph Whittingstall-Whitenstall (ur. 12 lipca 1884, zm. 1965) – brytyjski zapaśnik walczący w stylu klasycznym. Olimpijczyk z Londynu 1908, gdzie zajął siedemnaste miejsce w wadze lekkiej.

## Letnie Igrzyska Olimpijskie 1908
| Konkurencja            | Rundy eliminacyjne    | Klas. końcowa |
| Konkurencja            | 1/16                  | Miejsce       |
| ---------------------- | --------------------- | ------------- |
| 66,6 kg styl klasyczny | Anders Møller (DEN) P | 17.           |